# 特務J (歌曲)
〈特務J〉（英語：Agent J）是臺灣歌手蔡依林的歌曲，收錄於其第九張錄音室專輯《特務J》。該歌曲由李宗恩、嚴云農、梁錦興作詞、黃晟峰作曲、阿弟仔製作。該歌曲作為專輯單曲於2007年8月29日由百代音樂和天熹娛樂發行。阿弟仔憑藉該歌曲獲得第19屆金曲獎最佳單曲製作人獎，小安獲得最佳編曲人獎。

## 背景
2006年12月12日，蔡依林表示將於翌年1月後開始籌備新專輯。2007年1月13日，她前往英國倫敦參加為期三週的發聲和舞蹈課程。同年5月22日，媒體報導新專輯預計於同年8月至9月發行。同年6月2日，媒體指出蔡依林已完成專輯錄製，並再度前往倫敦參加為期十天的舞蹈課程。同年7月9日，媒體報導蔡依林和金載沅在法國巴黎為新專輯歌曲拍攝MV。

## 創作
該歌曲為重節奏舞曲，前奏加入高跟鞋聲，增強戲劇畫面感。

## 音樂影片
2007年9月3日，蔡依林發布該歌曲的MV，由張時霖執導。MV中蔡依林表演空中絲帶特技及鋼管舞。她表示，因為是右撇子，練習期間右半身感到不適。兩種舞蹈道具一軟一硬，空中絲帶需和身體融合，鋼管則需控制力量與技巧。

## 商業表現
該歌曲獲得2007年臺灣Hit FM年度百首單曲第14名。

## 評價
全球華語歌曲排行榜DJ朱雲評價該歌曲缺乏明顯特色，轉型意圖不明顯。新浪娛樂樂評人李重言認為歌詞曲順耳，編曲具電影感和懸疑氛圍，節奏強烈且聽覺刺激，惟曲風新鮮感不足，歌手音色和處理手法辨識度高，表現尚稱到位。

## 獎項
2007年12月16日，〈特務J〉的MV獲得2007年度TVB8金曲榜最佳音樂錄影帶演繹獎。同月26日，該歌曲獲得新城勁爆頒獎禮2007新城勁爆國語歌曲大獎。2008年4月8日，〈特務J〉的MV獲得第八屆音樂風雲榜年度最佳錄影帶。同年4月12日，歌曲獲得2007年度Music Radio中國Top排行榜港台年度金曲。同年7月5日，阿弟仔憑藉該歌曲獲得第19屆金曲獎最佳單曲製作人獎，小安獲得最佳編曲人獎。

## 現場表演
2007年10月24日，蔡依林參加「第16屆中國金雞百花電影節開幕式晚會」，演唱〈特務J〉。同年12月26日，她出席「新城勁爆頒獎禮2007」，演唱〈特務J〉。同月31日，參加「舞動台中·魅力之都2008跨年晚會」，亦演唱該歌曲。2008年1月10日，蔡依林在東南衛視綜藝節目《海峽傳情》中演唱〈特務J〉。同月11日，參加「M大會」演唱〈特務J〉。
同月13日，出席「第二屆中國移動無線音樂年度盛典」，亦演唱該歌曲。同1月23日，她出席「2007年度北京流行音樂典禮」演唱該曲。同年3月1日，蔡依林參加「2008年Hito流行音樂獎頒獎典禮」，演唱〈特務J〉。同年4月7日，出席「2007年度Music Radio中國Top排行榜頒獎晚會」，演唱〈特務J〉。同月8日，參加中國中央電視台綜藝節目《同一首歌·走進惠州》，亦演唱該歌曲。

## 曲目
臺灣宣傳CD
1. 〈特務J〉——3:35

中國大陸宣傳CD
1. 〈特務J〉——3:35
2. 〈愛無赦〉——3:53

## 幕後人員
- 小安—吉他
- 阿弟仔—和聲編寫、和聲
- 蔡依林—和聲
- 陳文駿—錄音師
- 強力錄音室—錄音室、混音室
- 王俊傑—混音師
- 沈聖哲—製作助理

## 發行歷史
| 地區     | 日期          | 格式     | 經銷商   |
| -------- | ------------- | -------- | -------- |
| 臺灣     | 2007年8月29日 | 電台播放 | 百代音樂 |
| 中國大陸 | 2007年8月29日 | 電台播放 | 步升大風 |